# HD 115954
HD 115954 — одиночная звезда в созвездии Гончих Псов на расстоянии около 280 световых лет (около 86,1 парсек) от Солнца. Визуальная звёздная величина звезды — +8,34m. Возраст звезды определён как около 3,72 млрд лет.
Вокруг звезды обращается, как минимум, одна планета.

## Характеристики
HD 115954 — жёлтый карлик спектрального класса G0V, или G5V, или G5. Масса — около 1,18 солнечной, радиус — около 1,69 солнечного, светимость — около 3,039 солнечной. Эффективная температура — около 5782 K.

## Планетная система
В 2019 году учёными, анализирующими данные проектов Hipparcos и Gaia, у звезды обнаружена планета HIP 65042 c.
В 2021 году группой астрономов было объявлено об открытии планеты HD 115954 b.